# 章文琪
章 文琪（しゅう ぶんき、チャン・ウェンチー、1972年12月1日 - ）は、中華人民共和国・上海市出身の元プロバスケットボール選手である。200cm、95kg。ポジションはフォワード。

## 来歴
1993年、上海シャークスに入団。
1999年には福岡で開催されたアジア選手権に中国代表として出場。
2001-02シーズンには姚明らとともに上海のCBA初制覇に貢献する。
2007年現役引退。